# Kalbe (Szász-Anhalt)
Kalbe település Németországban, azon belül Szász-Anhalt tartományban. Lakosainak száma 7348 fő (2023. december 31.). Kalbe Gardelegen és Klötze községekkel határos.

## Népesség
A település népességének változása:
| Lakosok száma | 7616 | 7594 | 7488 | 7407 | 7348 |
|               | 2017 | 2019 | 2021 | 2022 | 2023 |